# Matts Liljegren
Matts Uno Liljegren, född den 3 december 1937 i Stockholm, död den 22 november 2017 i Borås, var en svensk militär.
Liljegren avlade studentexamen 1957 och officersexamen vid Krigsskolan på Karlberg 1960. Han blev kapten i trängtrupperna 1968, major i generalstaben 1973, överstelöjtnant 1976 och överste 1982. Liljegren var chef för informationsavdelningen vid arméstaben och chefens för armén adjutant 1977–1981, bataljonschef vid Älvsborgs regemente 1981–1982, utbildningschef där 1982–1983 och chef för Krigsskolan 1983–1988. Han blev sektionschef vid arméstaben 1988 och chef för planeringsledningen vid arméstaben 1990. Liljegren var som överste av första graden chef för Älvsborgs regemente och befälhavare i Älvsborgs försvarsområde 1992–1998. Han vilar på Sankt Sigfrids griftegård i Borås.